# Puig (empresa)
Puig (pronunciado /put͡ʃ/) es una compañía multinacional española que opera en los sectores de la moda y la belleza. La empresa fue fundada en 1914 por Antonio Puig Castelló en Barcelona, España. En la actualidad la empresa sigue siendo gestionada por la familia Puig.
Puig opera en los sectores de los perfumes, de la moda, del maquillaje y el cuidado de la piel. El porfolio de Puig incluye marcas como Paco Rabanne, Carolina Herrera, Charlotte Tilbury, Jean Paul Gaultier, Nina Ricci, Dries Van Noten, Byredo, Penhaligon’s, L’Artisan Parfumeur, Uriage, Apivita, Dr. Barbara Sturm, Kama Ayurveda o Loto del Sur y posee licencias de marcas como Christian Louboutin, Antonio Banderas o Adolfo Dominguez, entre otras. 

## Historia de la compañía

### Fundación y primeros años

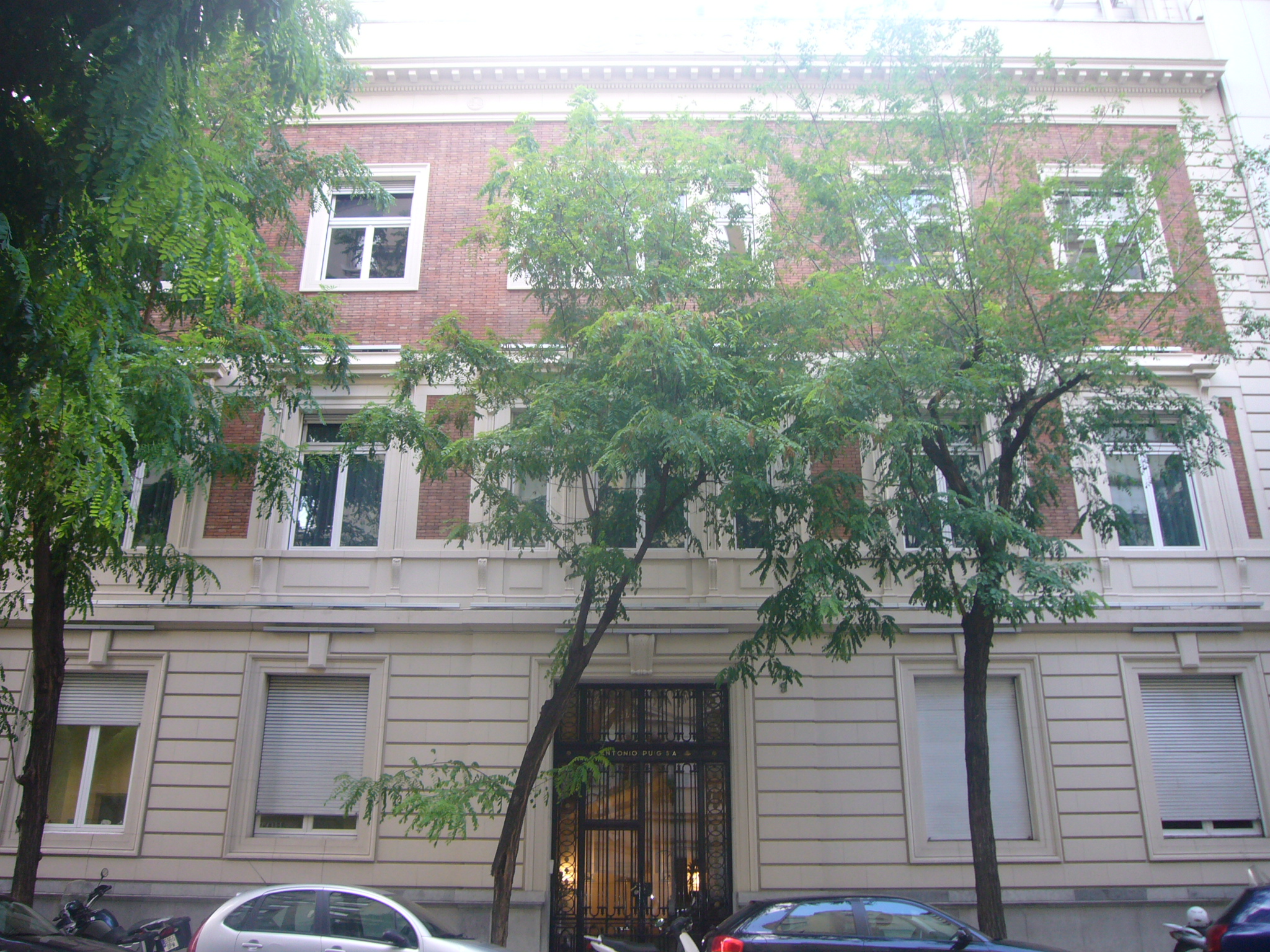
Antigua sede de Puig, en la Travessera de Gracia, en Barcelona.

Los orígenes de la empresa se remontan a 1914 cuando Antonio Puig Castelló fundó la compañía. En ese momento la empresa tomó el nombre de su fundador, denominándose Antonio Puig S.A. Desde entonces, la compañía orientó sus negocios a los sectores de los cosméticos y los perfumes.
En 1922 la empresa comercializó Milady, el primer pintalabios fabricado en España.
En la década de 1940 la empresa comenzó a comercializar la fragancia Agua Lavanda Puig, que se convertiría en uno de los productos emblemas de la compañía. Durante esos mismos años, el fundador Antonio Puig tomó la decisión de trasladar la fábrica y las oficinas a un edificio situado en la calle Travesera de Gracia, en el barrio de Gracia de Barcelona.
En los años siguientes, los cuatro hijos del fundador se incorporaron a la compañía. Pese a que la transición se produjo de forma gradual, finalmente Antonio Puig delegó en sus hijos la toma de decisiones: Antonio y Mariano se centrarían en la perfumería, José María se dedicó a la diversificación y Enrique a las relaciones institucionales.

### Expansión internacional
En 1959 comenzó su expansión internacional al construir una nueva fábrica en el Polígono Industrial Besós, en Barcelona y por otro lado, al crear la primera delegación fuera de España, en Estados Unidos.
En 1968 abrió una filial en París, momento en el que Puig incorporó a la compañía la marca del diseñador español Paco Rabanne. Fruto de esa colaboración, en 1969, se empezó a comercializar el perfume Calandre. En 1976 la compañía construyó una fábrica de perfumería en Chartres, Francia. En 1987 Puig adquirió definitivamente la casa de moda de Paco Rabanne.
Uno de los hitos clave en la expansión internacional fue el acuerdo que alcanzó en los años 1980 con la diseñadora venezolana Carolina Herrera, en Nueva York para crear y comercializar todas sus fragancias. Años después, en 1995, se incorporó a Puig también la sección de negocio de moda de Carolina Herrera.

### Cambio de nombre: Puig Beauty & Fashion Group

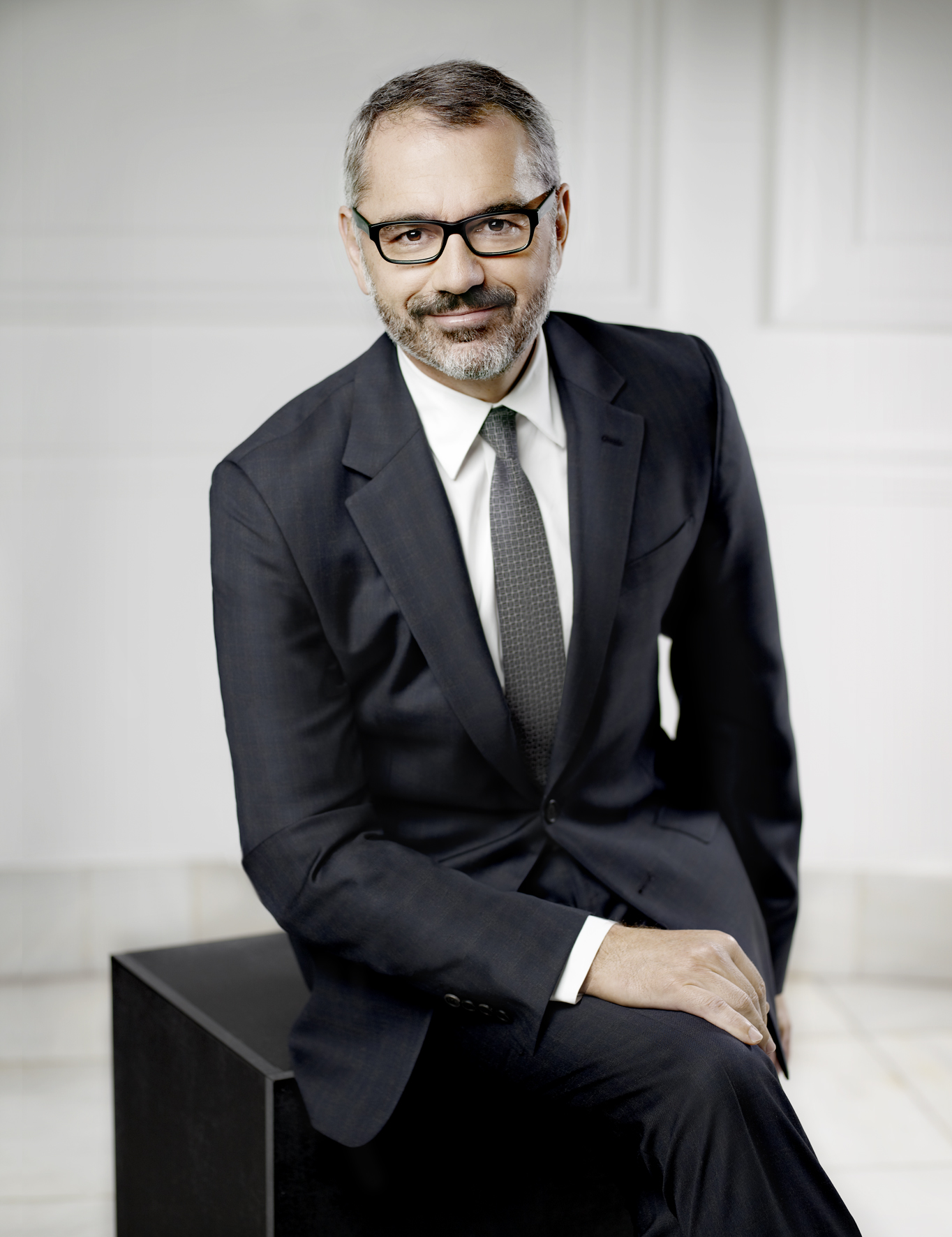
Marc Puig, presidente ejecutivo de la compañía.

En 1997 Puig llegó a un acuerdo con Antonio Banderas para la creación y posterior comercialización de la marca Antonio Banderas Fragrances. El año siguiente la compañía adquirió la marca de Nina Ricci, siguiendo así con la política de adquisición de marcas de prestigio. Debido al crecimiento del negocio, en 1999 la familia Puig refundó la empresa, bautizándola con el nombre de Puig Beauty & Fashion Group, albergando en la misma estructura las tres líneas de negocio: moda, cosmética y perfumes.
Siguiendo con esa política de expansión, Puig adquirió las compañías españolas Perfumería Gal y Myrurgia. Esas operaciones afianzaron el liderazgo de Puig en el mercado español. También fruto de esas adquisiciones, se integraron en Puig las marcas Adolfo Domínguez, Massimo Dutti y Heno de Pravia, entre otras.
En 2002 pasó a formar parte de la compañía la firma de moda japonesa Comme des Garçons y un año más tarde adquirió la sociedad que gestionaba los perfumes de la italiana Prada. Ambas firmas pasaron a formar parte del catálogo de fragancias de la compañía. El acuerdo de licencia con Prada no fue renovado en 2018 por no alcanzar los objetivos de venta.
En los años 2000 la compañía tuvo cambios en su cúpula directiva, pasando Marc Puig, miembro de la tercera generación de la familia, a ser director general y finalmente, en 2007, presidente ejecutivo; quedando Manuel Puig como vicepresidente. De la mano de la nueva dirección, llegó en 2008 el acuerdo con la cantante colombiana Shakira para el desarrollo de sus fragancias.

### Puig en la actualidad

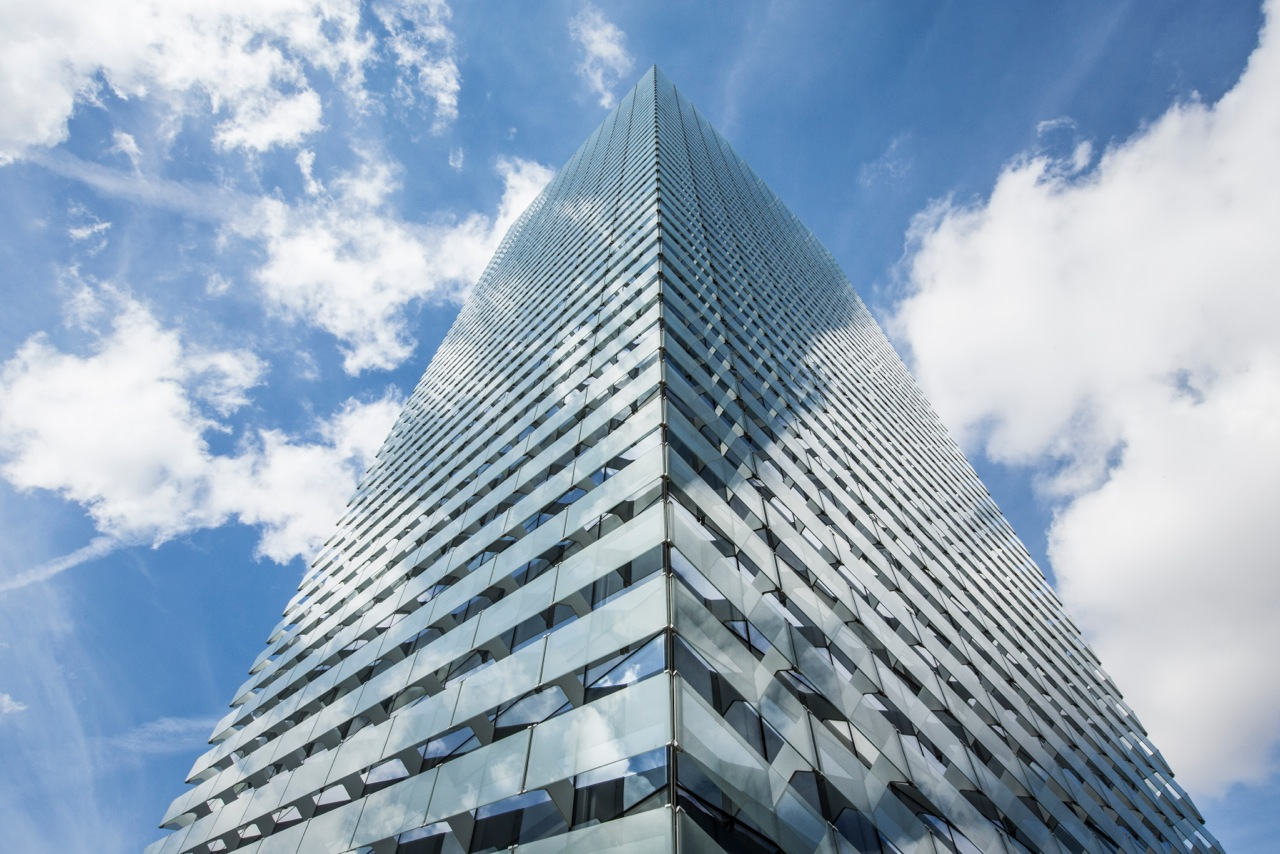
Torre Puig, en la plaza de Europa de Hospitalet de Llobregat (Barcelona) España.

En 2009 Puig Beauty & Fashion Group cambió su nombre comercial por segunda vez, pasando a ser conocido simplemente como Puig.
Las últimas firmas que se incorporaron a la estructura Puig fueron las del diseñador italiano Valentino (en 2010) y la del francés Jean Paul Gaultier. En el primer caso y luego de años de utilización de la marca, esta le sería arrebatada de manos de uno de sus competidores directos, la francesa L’Oréal (2018). En el caso de Jean-Paul Gaultier, Puig pasó además a ser el accionista mayoritario, al comprar el 45% al grupo francés Hermès y el 10% al propio Jean-Paul Gaultier, que sin embargo conservó la dirección artística. Durante 2013, Puig trasladó su sede corporativa en Francia a la conocida Avenida de los Campos Elíseos de París.
Durante el año 2014, la compañía celebra el centenario de su fundación inaugurando una nueva sede, situada en la plaza de Europa de Hospitalet de Llobregat (Barcelona) España, llamada Torre Puig. La Torre es obra del arquitecto Rafael Moneo, ganador del Premio Pritzker, de GCA Arquitectos y de Lucho Marcial Architects. Fue inaugurada por los Príncipes de Asturias. La Torre obtuvo el certificado Leed Oro, que reconoce la calidad ambiental de los edificios. En la entrada del edificio figura una estatua obra de Joan Miró, cedida durante dos años por la Fundación Joan Miró. Posteriormente, en 2024, Puig inauguró un segundo edificio en el mismo complejo, la Torre Puig T2, también inaugurada por Felipe de Borbón y Letizia Ortiz, ya en calidad de Reyes de España.
Por otra parte, Puig ha apostado en los últimos años por el crecimiento a través de la adquisición de nuevas marcas nicho, tales como una participación mayoritaria en Dries Van Noten, a la vez que ha impulsado el desarrollo de Penhaligon's y L'Artisan Perfumeur -con presencia exclusiva en París-. Además, la compañía ha completado la adquisición mayoritaria de Eric Buterbaugh Los Ángeles, y ha llegado a un acuerdo con Christian Louboutin para desarrollar su negocio de belleza. En 2022 el grupo adquirió una participación mayoritaria en la firma de lujo sueca Byredo, Kama Ayurveda y Loto del Sur. En 2024, adquirió la firma Dr. Barbara Sturm para crecer en el mercado del cuidado de la piel.
Durante 2024 Puig ha reforzado su presencia en el mercado de Estados Unidos, abriendo un hub regional en Miami e inaugurando nuevas oficinas en Nueva York, concretamente en Rockefeller Center.
En 2024 se efectuó la salida a bolsa de la compañía, con un valor de 14 000 millones de euros, lo que supuso su inclusión en el índice IBEX 35. La compañía aprovechó esta situación para efectuar un cambio en su imagen corporativa.

## Datos
Puig comercializa sus productos en más de 150 países y tiene presencia directa en 32 de ellos, empleando a 11.124 personas en todo el mundo. Su facturación en 2023 alcanzó los 4.304 millones de euros en ingresos netos y los 465 millones de euros de beneficios netos.

## Cuota de mercado
Puig reportó ingresos de 1.537 millones de euros en el año 2020. En 2021, la compañía registró 2.585 millones de euros en ingresos y 234 millones de euros en beneficio neto. Esto fue seguido por 3.600 millones de euros en ingresos y 400 millones en beneficio neto en 2022.
En 2023, Puig alcanzó resultados récord por tercer año consecutivo, reportando 4.300 millones de euros en ingresos y 465 millones en beneficio neto, un aumento del 16% respecto al año anterior.
En 2024, la compañía continuó con esta tendencia al alza, alcanzando 4.790 millones de euros en ingresos netos y un beneficio neto ajustado de 551 millones de euros.
Puig opera siete instalaciones de producción —seis en Europa y una en India—. La compañía ha fortalecido su posición en el mercado, alcanzando una cuota de valor global del 11,5% en el segmento de fragancias selectivas.
La familia Puig conserva el 93% de los derechos económicos y el 73,5% de los derechos de voto. Desde 2024, las acciones Clase B se cotizan públicamente; aunque reciben dividendos iguales, tienen menos derechos de voto en las juntas de accionistas.

## Vinculación al mundo de la vela

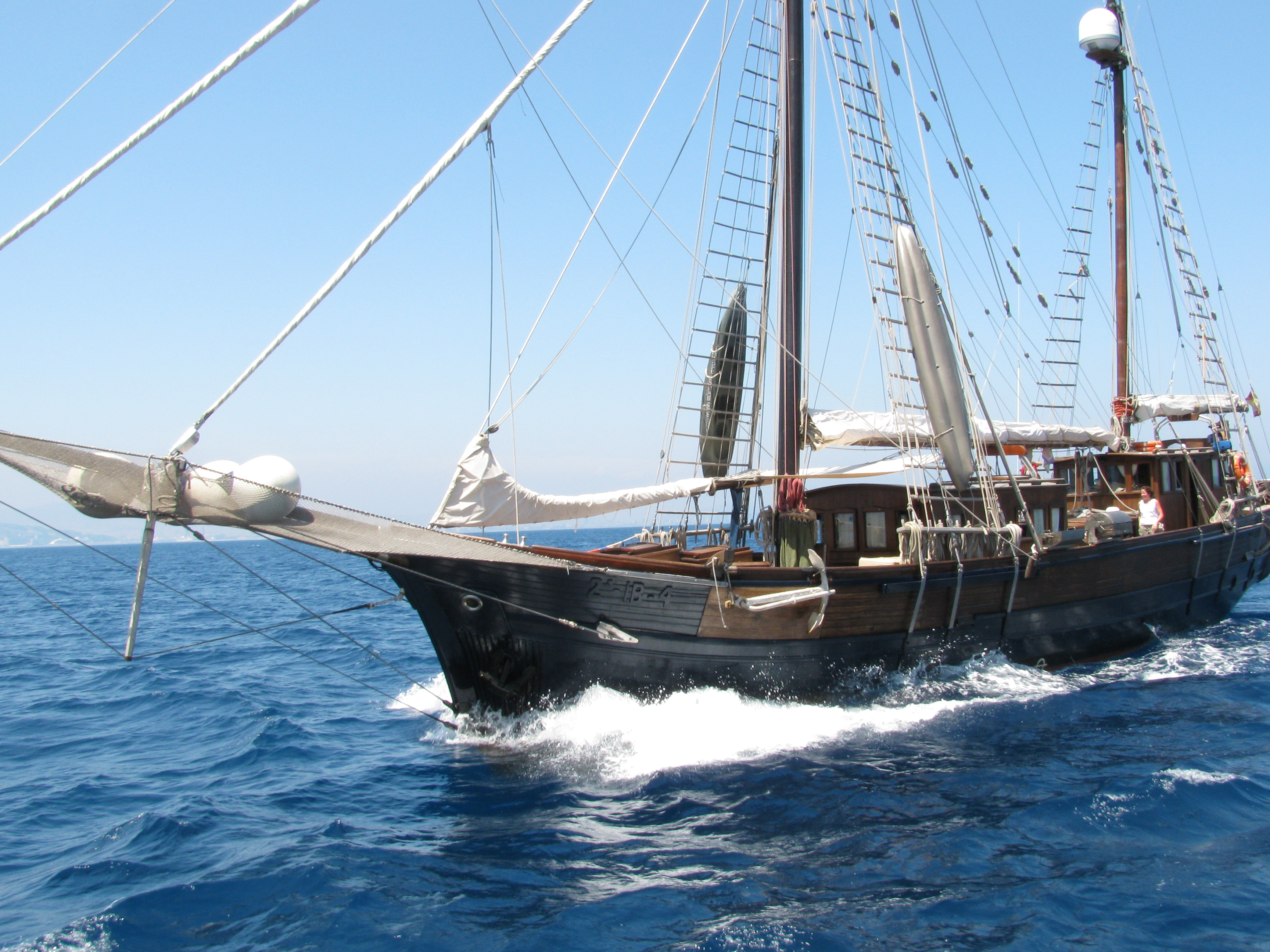
Una de las embarcaciones clásicas en la regata Puig Vela Clásica de 2010.

La familia Puig siempre ha estado fuertemente vinculada al mundo de la vela, especialmente en la figura del fallecido Enrique Puig, consejero de la compañía, presidente del Salón Náutico y del Real Club Náutico de Barcelona. La compañía fue el patrocinador principal de la Copa del Rey de Vela desde 1984 hasta 2006.
Puig fue el armador y patrocinador del velero «Azur de Puig», embarcación participante en los eventos náuticos más destacados a nivel internacional. Una de las tripulantes habituales del velero era la Infanta Cristina, hija menor del rey Juan Carlos I.
Desde 2008, en colaboración con el Real Club Náutico de Barcelona, la compañía impulsa y patrocina la regata «Puig Vela Clásica» que se celebra anualmente durante el mes de julio, en aguas de Barcelona. La principal particularidad de la regata es que está reservada para embarcaciones clásicas y tradicionales. La regata es una de las más importantes para veleros clásicos de todas las que se celebran a nivel mundial.
En el marco de la celebración de la Copa América 2024 de vela en Barcelona, Puig se convirtió en patrocinador principal del evento. Así mismo, se creó una competición exclusivamente femenina llamada Puig Women’s America’s Cup, esponsorizada también por la compañía.